# 6,5 × 47 mm Lapua
El 6,5 x 47 mm Lapua o 6,5 x 47 mm es un cartucho de fusil que fue desarrollado específicamente para la competición de 300 m por el fabricante de municiones Lapua Nammo y el fusil suizo Grünig & AG Elmiger en 2005.

## Características
El cartucho tiene muchas características especiales que incluyen:
- Las dimensiones de la recámara están optimizados para las balas de tiro al blanco.
- Nivel de alta presión (435 MPa) y capacidad de pólvora optimizada que permite alta velocidad y trayectoria plana.
- Reducción del desgaste del cañón del arma en comparación con el 6 mm BR Norma.
- El 6,5 x 47 mm Lapua tiene el diámetro de la base y la longitud total similar a la 7,62 x 51 mm, lo que permite usar los cerrojos diseñados para este calibre y encajar en acciones similares.

## Rendimiento
El 6,5 x 47 mm fue diseñado desde el principio por Lapua para optimizar la precisión, la vida del cañón del arma y la capacidad de la carga del cartucho. Presenta resultados superiores en estos atributos en comparación con otros cartuchos de 6,5 mm para el tiro deportivo.